# 黎干
黎干（716年—779年），字贞固，戎州（今四川宜宾）人，祖贯寿春。唐朝的政治人物。唐肃宗、唐代宗时期两次担任京兆少尹、京兆尹，他擅长古代星纬数术之学，受到皇帝赏识，任京兆尹期间以严肃著称，敢于整治，治理京兆颇见成效。但他性格阴险，挟左道之术，结好宫中贵人，得到代宗的宠信，唐德宗即位后，他坐着舆车密会宦官刘忠翼，事发后与刘忠翼并除名长流端州，在蓝田驿两人被赐死。

## 家世
七代祖，魏东平将军、寿春侯。高祖黎瑠解，隋戎州刺史。曾祖和祖父姓名不显，父黎道弘，唐任越隽县令，赠华州刺史。母亲宇文氏，以眉寿享封薛国夫人。

## 生平
天宝中，黎干在四川岷山隐居长达二十年。安史之乱渐平后，唐玄宗诏求天下非常之才，黎干被召到皇帝行在，他擅长古代星纬数术之学，受到皇帝赏识，太子李亨以师礼对他。初拜左骁卫兵曹参军，旋拜太子通事舍人、翰林学士。陈天人之事，建置南都。遂诏授殿中侍御史、荆南等十八州节度行军司马、江陵少尹，迁京兆少尹。寻拜谏议大夫。后官职被替换，遂南渡江汉，声称要奉养长辈不再出仕。代宗即位后，累诏征至，复拜京兆少尹。不久检校京兆尹兼御史中丞。他严肃治理地方，颇受百姓欢迎，代宗正式任命他为京兆尹，兼御史大夫，加秩银青光禄大夫，封爵为寿春县开国男。京城长安冬季取暖的薪炭短缺，他奏请开漕渠，自南山谷口入京城，至荐福寺东街，北抵景风、延喜门入御苑，阔八尺（3米左右），深一丈（3.5米左右）。渠成，代宗亲自到安福门观察。
永泰二年（766年）二月，郭子仪自河中来长安朝见皇帝。黎干与宰臣元载、王缙、左仆射裴冕、户部侍郎第五琦各出钱三十万，设宴款待郭子仪。
大历二年（公元767年），黎干调任刑部侍郎。大历五年（公元770年），鱼朝恩被皇帝缢杀，黎干因与宰臣元载、王缙等交恶，被定为鱼朝恩的同党，贬为桂州刺史、桂管防御经略招讨观察等使。赴任途中行至江陵时，黎干因母亲宇文氏去世，回家守丧。三年后黎干除服，大历八年五月，京兆尹一职空缺，代宗想到桂管观察使黎干，九月复拜他为京兆尹、兼御史大夫。大历九年四月黎干入京上任。上任不久，京兆地区便遭遇干旱。黎干便在朱雀街上求雨。他建造了一条土龙，召集来城里所有的巫师，舞于建土龙的地方，黎干甚至比巫师们舞得更卖力。围观的人无不又惊又笑。这样经过一个月后，仍然未下雨。他又祈祷于孔子的文宣王庙，代宗听说后说道：“祈祷的时间够长了。”于是下令毁掉土龙，停止求雨，节用膳食，听从天命。颇具喜剧性的是，这样做了，反倒甘雨足降。
黎干担任京兆尹长达5年，受到代宗的信任，其后无心治理地方，贪暴益加利害，又爱好财色。大历十三年，改任兵部侍郎。他曾经召集工人，编刺珠绣为皇帝御衣，既成而焚之，以为禳禬（为消灾除病而祭祀）。又与宫中宦官刘忠翼交通密谋，这些事被太子李适知道，大历十四年五月代宗驾崩，李适登基，黎干、刘忠翼俱除名长流，至蓝田驿又下诏赐死。黎干时年六十四。后获准以本官归葬。贞元庚午岁（六年，790年）十一月廿八日庚寅，迁宅于洛阳县清风乡之原。
夫人扶风郡夫人万氏，先于黎干而逝，有子九人：前监察御史黎烑，河南府士曹黎燧，成都尉黎炬，阳翟尉黎煟，陆浑尉黎煖、黎炼、黎烛、黎焕、黎炤。

## 延伸阅读
[在维基数据编辑]
 在维基文库阅读此作者作品
 《舊唐書/卷118》，出自刘昫《舊唐書》
 《新唐書·卷145》，出自《新唐書》